# Largentière
Largentière je francouzská obec v departementu Ardèche v regionu Auvergne-Rhône-Alpes. V roce 2010 zde žilo 1 814 obyvatel. Je centrem arrondissementu Largentière a kantonu Largentière.